# Sam Feldt
Sam Feldt, pseudonimo di Sammy Renders (Boxtel, 1º agosto 1993), è un disc jockey e produttore discografico olandese.

## Carriera
Nel 2015 ha pubblicato un remix di Show Me Love, brano di Robin S. La traccia è stata distribuita dalla Spinnin Records e dalla Polydor, divenendo un successo immediato, raggiungendo la 4ª posizione della UK Singles Chart ed il 19º posto nella Dutch Top 40. In Australia il brano è stato certificato disco d'oro.
Nel 2016 Sam Feldt ha pubblicato la canzone Summer on You insieme a Lucas & Steve, raggiungendo il 4º posto nella Dutch Top 40 e diventando il brano più riprodotto delle radio olandesi nel settembre ed ottobre 2016. Dopo il successo di Summer On You, Sam Feldt è stato inserito nella lista dei migliori 100 DJ del 2017 di DJ Mag, raggiungendo la 75ª posizione.
L'album di debutto di Feldt, Sunrise, è stato pubblicato il 6 ottobre 2017, tramite Spinnin Records. Il 24 novembre 2017, Feldt ha pubblicato un doppio album, Sunrise to Sunset, che comprende brani tratti dal suo album di debutto in studio e 12 canzoni aggiuntive. Il doppio album è stato seguito dal suo album di remix After The Sunset, con remix di Zonderling, Breathe Carolina e Calvo.
Nel 2019, pubblica il singolo Post Malone, il brano raggiunge 100 milioni di stream su Spotify Nel 2020 pubblica l'EP Home Sweet Home, mentre nel gennaio 2021 collabora con Kesha nel brano Stronger.

### Classifica Top 100 DJ Mag
Classifica annuale stilata dalla rivista DJ Magazine:
- 2016: #87
- 2017: #75
- 2018: #121[13]
- 2019: #103
- 2020: #143[14]
- 2021: #138

## Discografia

### Album studio
- 2017 – Sunrise

### Compilation
- 2017 – Sunrise to Sunset

### Remix
- 2018 – After the Sunset

### EP
- 2016 – Been A While EP
- 2018 – Horizon
- 2020 – Home Sweet Home

### Singoli
- 2014 – Bloesem (con De Hofnar)
- 2014 – Hot Skin (con Kav Verhouser)
- 2015 – Show Me Love (con Kimberly Anne)
- 2015 – Midnight Hearts (con The Him featuring Angi3)
- 2015 – Drive You Home (con The Him featuring The Donnies The Amys)
- 2016 – Been a While
- 2016 – Shadows of Love
- 2016 – Summer on You (con Lucas & Steve feat. Wulf)
- 2016 – Runaways (con Deepend feat. Teemu)
- 2016 – What About the Love
- 2017 – Open Your Eyes (con Hook n Sling)
- 2017 – Fade Away (con Lush & Simon feat. Inna)
- 2017 – YES (feat. Akon)
- 2017 – Be My Lover (con Alex Schulz)
- 2017 – Wishing Well (feat. Olivia Sebastianelli)
- 2018 – Down for Anything (con Möwe feat. KARRA)
- 2018 – Know You Better (con LVNDSCAPE feat. Tessa)
- 2018 – Qing Fei De Yi (con Trouze feat. Derrick Hoh)
- 2018 – Heaven (Don't Have A Name) (feat. Jeremy Kenner)
- 2019 – Gold (feat. Kate Ryan)
- 2019 – One Day (con Yves V feat. Rozes)
- 2019 – Magnets (feat. Sophie Simmons)
- 2019 – Hide & Seek (con Srno feat. Joe Housley)
- 2019 – Post Malone (feat. Rani)
- 2019 – Winter Wonderland
- 2020 – 2 Hearts (con Sigma feat. Gia Koka)
- 2020 – Hold Me Close (feat. Ella Henderson)
- 2020 – Far Awah from Home (con Vize feat. Leony)
- 2020 – You Should Know (con Fedde Le Grand feat. Craig Smart)
- 2020 – Use Your Love (con The Him feat. Goldford)
- 2020 – Paradise (con Stevie Appleton)
- 2020 – Home Sweet Home (feat. Alma & Digital Farm Animals)
- 2020 – The Best Days (con Karma Child feat. Tabitha)
- 2020 – Stronger (con Kesha)
- 2021 – Pick Me Up (con Sam Fischer)
- 2021 – Call on Me (con Georgia Ku)
- 2021 – Follow Me (con Rita Ora)